# Trébry
Trébry (tiếng Breton: Trebrid, Gallo: Trébrit) là một xã của tỉnh Côtes-d’Armor, thuộc vùng Bretagne, tây bắc Pháp.

## Dân số
Người dân ở Trébry được gọi là Trébritiens.